# Goryphus albicoxis
Goryphus albicoxis är en stekelart som först beskrevs av William Harris Ashmead 1904.  Goryphus albicoxis ingår i släktet Goryphus och familjen brokparasitsteklar. Inga underarter finns listade i Catalogue of Life.